# Frederick Hawthorne
Marion Frederick «Fred» Hawthorne (* 24. August 1928 in Fort Scott, Kansas; † 8. Juli 2021) war ein US-amerikanischer Chemiker, bekannt insbesondere für Beiträge zur Bor-Chemie.

## Werdegang
Hawthorne studierte Chemieingenieur an der Missouri School of Mines and Metallurgy, am Pomona College in Claremont (Kalifornien) (Bachelor-Abschluss in Chemie 1949) und wurde 1953 bei Donald J. Cram an der UCLA mit der Arbeit The effect of configuration on steric inhibition of resonance in diastereomerically related compounds and the application of Hammett's Rho-Sigma treatment to the termolecular benzoxylation of triphenylmethyl chloride promoviert. Danach forschte er an der Iowa State University, bevor er Forschungschemiker bei der Rohm and Haas Company (Redstone Arsenal Research Division) in Huntsville (Alabama) wurde. Er organisierte dort die Gruppe für metallorganische Chemie und forschte über Boran-Cluster. Während dieser Zeit hielt er auch Gastvorlesungen an der Harvard University. Schließlich wurde er Leiter des Labors von Rohm und Haas in Philadelphia. 1962 wurde er Professor für Chemie an der University of California, Riverside, und 1969 Professor an der UCLA, wo er 1998 University Professor of Chemistry wurde.
Er veröffentlichte als Autor oder Ko-Autor über 500 Arbeiten, hält 30 Patente und hatte über 200 Doktoranden (2010).
1997 erhielt er den NAS Award in Chemical Sciences, 2009 die Priestley-Medaille, 1973 den Preis für Anorganische Chemie der American Chemical Society und 2003 den König-Faisal-Preis, insbesondere für seine Beiträge zur Strahlentherapie mit Bor (Boron Neutron Capture Therapy). Seit 1973 ist er Mitglied der National Academy of Sciences, seit 1975 der American Academy of Arts and Sciences und seit 1980 der American Association for the Advancement of Science. 1963 war er Sloan Fellow. Für 2011 wurde ihm die National Medal of Science zugesprochen. Er ist korrespondierendes Mitglied der Akademie der Wissenschaften zu Göttingen.
Ab 1969 war er viele Jahre Herausgeber von Inorganic Chemistry.
Im Jahre 2020 stiftete die American Chemical Society (ACS) den mit 5000 US-Dollar dotierten M. Frederick Hawthorne Award in Main Group Inorganic Chemistry. Der erste Preisträger im Jahr 2021 ist der deutschstämmige Chemiker Karl Otto Christe. 